# Toy’s Factory
Toy’s Factory (яп. 株式会社トイズファクトリー кабусики-гайся Тойдзу Факутори) — японский лейбл звукозаписи. Был основан в 1990 как дочерняя компания фирмы VAP, но потом стал независимой компанией.
По результатам первой половины 2012 года занял в Японии среди компаний-производителей музыки 4 место по физическим продажам (синглы, альбомы, музыкальные DVD и Blu-ray).

## Исполнители
- BABYMETAL
- BUMP OF CHICKEN
- Ego-Wrappin'
- Mr. Children
- SEKAI NO OWARI
- Yuzu
- Eve

### Перешедшие на другой лейбл
- Sakura Gakuin (2010—2011)

## Сублейблы
- bellissima!
- Carnage
- Deep Blue
- Idyllic
- Kimi
- BMD FOX Records
- Meme Tokyo
- NOFRAMES Recordings